# Општина Венустијано Каранза (Чијапас)
Венустијано Каранза (шп. Venustiano Carranza) општина је у Мексику у савезној држави Чијапас. Општина се налази на надморској висини од 778 м.

## Становништво
Према подацима из 2010. у општини је живело 61341 становника.

### Хронологија
| Година       | 2000                  | 2005                  | 2010                  |
| ------------ | --------------------- | --------------------- | --------------------- |
| Становништво | 52833 (26727 / 26106) | 56833 (28508 / 28325) | 61341 (30774 / 30567) |

### Попис
| \| \| м \| \| \| ж \| \| 0—2 \| 2.019 \| \| \| 1.970 \| \| 3—5 \| 2.078 \| \| \| 1.894 \| \| 6—11 \| 4.031 \| \| \| 3.961 \| \| 12—14 \| 1.979 \| \| \| 1.936 \| \| 15—17 \| 1.959 \| \| \| 1.960 \| \| 18—24 \| 4.007 \| \| \| 4.034 \| \| 60+ \| 2.633 \| \| \| 2.320 \| \| Просек : \| 27,6 \| \| \| 27,8 \| |       |  |  |       |
| |       |  |  |       |
| | м     |  |  | ж     |
| 0—2 | 2.019 |  |  | 1.970 |
| 3—5 | 2.078 |  |  | 1.894 |
| 6—11 | 4.031 |  |  | 3.961 |
| 12—14 | 1.979 |  |  | 1.936 |
| 15—17 | 1.959 |  |  | 1.960 |
| 18—24 | 4.007 |  |  | 4.034 |
| 60+ | 2.633 |  |  | 2.320 |
| Просек : | 27,6  |  |  | 27,8  |

| #   | Индикатор                                                                                        | Вредност |
| --- | ------------------------------------------------------------------------------------------------ | -------- |
| 1   | Становништво од 0 до 2 године                                                                    | 3989     |
| 2   | Мушко становништво од 0 до 2 године                                                              | 2019     |
| 3   | Женско становништво од 0 до 2 године                                                             | 1970     |
| 4   | Становништво са 3 и више година                                                                  | 56636    |
| 5   | Мушко становништво са 3 и више година                                                            | 28397    |
| 6   | Женско становништво са 3 и више година                                                           | 28239    |
| 7   | Становништво са 5 и више година                                                                  | 53927    |
| 8   | Мушко становништво са 5 и више година                                                            | 26955    |
| 9   | Женско становништво са 5 и више година                                                           | 26972    |
| 10  | Становништво са 12 и више година                                                                 | 44672    |
| 11  | Мушко становништво са 12 и више година                                                           | 22288    |
| 12  | Женско становништво са 12 и више година                                                          | 22384    |
| 13  | Становништво са 15 и више година                                                                 | 40757    |
| 14  | Мушко становништво са 15 и више година                                                           | 20309    |
| 15  | Женско становништво са 15 и више година                                                          | 20448    |
| 16  | Становништво са 18 и више година                                                                 | 36838    |
| 17  | Мушко становништво са 18 и више година                                                           | 18350    |
| 18  | Женско становништво са 18 и више година                                                          | 18488    |
| 19  | Становништво од 3 до 5 година                                                                    | 3972     |
| 20  | Мушко становништво од 3 до 5 година                                                              | 2078     |
| 21  | Женско становништво од 3 до 5 година                                                             | 1894     |
| 22  | Становништво од 6 до 11 година                                                                   | 7992     |
| 23  | Мушко становништво од 6 до 11 година                                                             | 4031     |
| 24  | Женско становништво од 6 до 11 година                                                            | 3961     |
| 25  | Становништво од 8 до 14 година                                                                   | 9272     |
| 26  | Мушко становништво од 8 до 14 година                                                             | 4675     |
| 27  | Женско становништво од 8 до 14 година                                                            | 4597     |
| 28  | Становништво од 12 до 14 година                                                                  | 3915     |
| 29  | Мушко становништво од 12 до 14 година                                                            | 1979     |
| 30  | Женско становништво од 12 до 14 година                                                           | 1936     |
| 31  | Становништво од 15 до 17 година                                                                  | 3919     |
| 32  | Мушко становништво од 15 до 17 година                                                            | 1959     |
| 33  | Женско становништво од 15 до 17 година                                                           | 1960     |
| 34  | Становништво од 18 до 24 године                                                                  | 8041     |
| 35  | Мушко становништво од 18 до 24 године                                                            | 4007     |
| 36  | Женско становништво од 18 до 24 године                                                           | 4034     |
| 37  | Женско становништво од 15 до 49 година                                                           | 16016    |
| 38  | Становништво са 60 и више година                                                                 | 4953     |
| 39  | Мушко становништво са 60 и више година                                                           | 2633     |
| 40  | Женско становништво са 60 и више година                                                          | 2320     |
| 41  | Однос између мушкараца и жена                                                                    | 100.68   |
| 42  | Становништво од нуле до 14 година                                                                | 19868    |
| 43  | Становништво од 15 до 64 године                                                                  | 37223    |
| 44  | Становништво од 65 година и више                                                                 | 3534     |
| 45  | Просечан број деце                                                                               | 2.66     |
| 46  | Становништво рођено у ентитету                                                                   | 60119    |
| 47  | Мушко становништво рођено у ентитету                                                             | 30158    |
| 48  | Женско становништво рођено у ентитету                                                            | 29961    |
| 49  | Становништво рођено у другом ентитету                                                            | 376      |
| 50  | Мушко становништво рођено у другом ентитету                                                      | 202      |
| 51  | Женско становништво рођено у другом ентитету                                                     | 174      |
| 52  | Становништво од 5 година и више резидентно у ентитету у јуну 2005. године                        | 53264    |
| 53  | Мушко становништво старосног доба од 5 година и више, резидентно у ентитету у јуну 2005. године  | 26559    |
| 54  | Женско становништво старосног доба од 5 и више година, резидентно у ентитету у јуну 2005. године | 26705    |
| 55  | Становништво од 5 година и више које је живело у другом ентитету у јуну 2005. године             | 391      |
| 56  | Мушко становништво старије од 5 година које је живело у другом ентитету у јуну 2005. године      | 241      |
| 57  | Женско становништво старије од 5 година које је живело у другом ентитету у јуну 2005. године     | 150      |
| 58  | Становништво од 3 године и више које говори аутохтони језик                                      | 12855    |
| 59  | Мушко становништво старо 3 године и више које говори аутохтони језик                             | 6497     |
| 60  | Женско становништво старо 3 године и више које говори аутохтони језик                            | 6358     |
| 61  | Становништво од 3 године и више које говори аутохтони језик и не говори шпански језик            | 536      |
| 62  | Мушко становништво старо 3 године и више које говори аутохтони језик и не говори шпански         | 252      |
| 63  | Женско становништво старо 3 године и више које говори аутохтони језик и не говори шпански језик  | 284      |
| 64  | Становништво старо 3 године и више које говори аутохтони језик и шпански                         | 12093    |
| 65  | Мушко становништво старо 3 године и више које говори аутохтони језик и шпански                   | 6138     |
| 66  | Женско становништво старо 3 године и више које говори аутохтони језик и шпански                  | 5955     |
| 67  | Становништво од 5 година и више које говори аутохтони језик                                      | 12206    |
| 68  | Становништво од 5 година и више које говори аутохтони језик и не говори шпански језик            | 385      |
| 69  | Становништво од 5 година и више које говори аутохтони језик и говори шпански језик               | 11610    |
| 70  | Становништво у домородачким домаћинствима                                                        | 17559    |
| 71  | Становништво са ограничењима у активностима                                                      | 2057     |
| 72  | Становништво са ограниченим ходањем или кретањем, горе или доле                                  | 1124     |
| 73  | Становници са ограничењима вида, чак и уз кориштење сочива                                       | 596      |
| 74  | Становништво са ограничењима говора, комуникације или конверзације                               | 232      |
| 75  | Становништво са ограниченим слухом                                                               | 308      |
| 76  | Становништво са ограничењима при одевању, купању или јелу                                        | 60       |
| 77  | Становништво са ограничењима у опажању или учењу једноставних ствари                             | 56       |
| 78  | Становништво са менталним ограничењима                                                           | 158      |
| 79  | Становништво без ограничења активности                                                           | 58142    |
| 80  | Становништво од 3 до 5 година које не похађа школу                                               | 1576     |
| 81  | Мушко становништво од 3 до 5 година које не похађа школу                                         | 845      |
| 82  | Женско становништво од 3 до 5 година које не похађа школу                                        | 731      |
| 83  | Становништво од 6 до 11 година које не похађа школу                                              | 530      |
| 84  | Мушко становништво од 6 до 11 година које не похађа школу                                        | 257      |
| 85  | Женско становништво од 6 до 11 година које не похађа школу                                       | 273      |
| 86  | Становништво од 12 до 14 година које не похађа школу                                             | 638      |
| 87  | Мушко становништво од 12 до 14 година које не похађа школу                                       | 302      |
| 88  | Женско становништво од 12 до 14 година које не похађа школу                                      | 336      |
| 89  | Становништво од 15 до 17 година похађа школу                                                     | 2119     |
| 90  | Мушко становништво од 15 до 17 година похађа школу                                               | 1128     |
| 91  | Женско становништво између 15 и 17 година живота у школи                                         | 991      |
| 92  | Становништво од 18 до 24 године похађа школу                                                     | 1280     |
| 93  | Мушко становништво од 18 до 24 године похађа школу                                               | 694      |
| 94  | Женско становништво од 18 до 24 године похађа школу                                              | 586      |
| 95  | Становништво од 8 до 14 година које не може да чита и пише                                       | 794      |
| 96  | Мушко становништво старосног доба од 8 до 14 година које не може да чита и пише                  | 403      |
| 97  | Женско становништво старосног доби од 8 до 14 година које не може да чита и пише                 | 391      |
| 98  | Становништво од 15 година и више које је неписмено                                               | 10342    |
| 99  | Мушко становништво од 15 година и више које је неписмено                                         | 4625     |
| 100 | Женско становништво од 15 година и више које је неписмено                                        | 5717     |
| 101 | Становништво старо 15 и више година без школовања                                                | 10279    |
| 102 | Мушко становништво старо 15 и више година без школовања                                          | 4758     |
| 103 | Женско становништво старо 15 и више година без школовања                                         | 5521     |
| 104 | Становништво старосног доба 15 и више година са непотпуним основним образовањем                  | 9506     |
| 105 | Мушко становништво старосног доба од 15 година и више са непотпуном основним образовањем         | 4705     |
| 106 | Женско становништво старосног доба 15 и више година са непотпуном основним образовањем           | 4801     |
| 107 | Становништво старо 15 и више година са комплетним основним образовањем                           | 6205     |
| 108 | Мушко становништво старо 15 година и више са комплетним основним образовањем                     | 2990     |
| 109 | Женско становништво старо 15 и више година са комплетним основним образовањем                    | 3215     |
| 110 | Становништво старосног доба 15 и више година са непотпуним средњим образовањем                   | 1998     |
| 111 | Мушко становништво старосног доба од 15 година и више са непотпуним средњим образовањем          | 1018     |
| 112 | Женско становништво старосног доба од 15 година и више са непотпуним средњим образовањем         | 980      |
| 113 | Становништво старо 15 и више година са пуним секундарном образовањем                             | 6112     |
| 114 | Мушко становништво старосног доба од 15 година и више са пуним секундарном образовањем           | 3051     |
| 115 | Женско становништво старосног доба од 15 година и више са пуним секундарном образовањем          | 3061     |
| 116 | Становништво старије од 18 година са постосновним образовањем                                    | 5843     |
| 117 | Мушко становништво старије од 18 година са постосновним образовањем                              | 3367     |
| 118 | Женско становништво старије од 18 година са постосновним образовањем                             | 2476     |
| 119 | Просечна оцена школовања                                                                         | 5.4      |
| 120 | Просечан ниво образовања мушке популације                                                        | 5.7      |
| 121 | Просечан ниво образовања женског становништва                                                    | 5.1      |
| 122 | Економски активно становништво                                                                   | 23005    |
| 123 | Економски активна мушка популација                                                               | 18058    |
| 124 | Економски активна женска популација                                                              | 4947     |
| 125 | Становништво које није економски активно                                                         | 21463    |
| 126 | Мушко становништво које није економски активно                                                   | 4118     |
| 127 | Женско становништво које није економски активно                                                  | 17345    |
| 128 | Запослено становништво                                                                           | 22097    |
| 129 | Запослено мушко становништво                                                                     | 17195    |
| 130 | Запослено женско становништво                                                                    | 4902     |
| 131 | Незапослена популација                                                                           | 908      |
| 132 | Незапослена мушка популација                                                                     | 863      |
| 133 | Незапослена женска популација                                                                    | 45       |
| 134 | Становништво без права на здравствене услуге                                                     | 24562    |
| 135 | Становништво које има право на здравствене услуге                                                | 35969    |
| 136 | Становништво које има право на ИМСС                                                              | 7758     |
| 137 | Становништво које има право на социјално осигурање                                               | 1343     |
| 138 | Становништво које има право на државно социјално осигурање                                       | 440      |
| 139 | Становништво које има право на опште осигурање или здравствено осигурање за нову генерацију      | 25898    |
| 140 | Становништво које је било једном или није било у браку током 12 година и више                    | 14029    |
| 141 | Венчано или уједињено становништво од 12 година и више                                           | 26731    |
| 142 | Становништво које је било у браку или уједињено 12 година и више                                 | 3871     |
| 143 | Становништво са католичком религијом                                                             | 46827    |
| 144 | Протестанти, еванђелисти и библијски следбеници различити од еванђелиста                         | 10092    |
| 145 | Становништво са другим религијама различитим од претходних                                       | 0        |
| 146 | Становништво без религије                                                                        | 3379     |
| 147 | Укупно пописаних домаћинства                                                                     | 14459    |
| 148 | Пописна домаћинства на челу са мушкарцима                                                        | 12287    |
| 149 | Пописна домаћинства на челу са женама                                                            | 2172     |
| 150 | Становништво у пописним домаћинствима                                                            | 60635    |
| 151 | Становништво у пописним домаћинствима на челу са мушкарцима                                      | 53472    |
| 152 | Становништво у пописним домаћинствима на челу са женама                                          | 7163     |
| 153 | Укупно домаћинстава                                                                              | 16844    |
| 154 | Укупно насељених домаћинстава                                                                    | 14695    |
| 155 | Укупно приватних кућа                                                                            | 16608    |
| 156 | Насељени приватни домови                                                                         | 14459    |
| 157 | Укупно насељених приватних кућа                                                                  | 14693    |
| 158 | Ненасељене приватне куће                                                                         | 1226     |
| 159 | Појединачна домаћинства за привремену употребу                                                   | 923      |
| 160 | Становници у насељеним приватним кућама                                                          | 60635    |
| 161 | Насељеност станара у приватним становима                                                         | 4.19     |
| 162 | Просечно становника по соби у приватним насељеним домаћинствима                                  | 1.56     |
| 163 | Појединачна домаћинства са подовима од различитих материјала од земље                            | 12723    |
| 164 | Појединачна домаћинства у приземљу                                                               | 1672     |
| 165 | Појединачна домаћинства са једном спаваћом собом                                                 | 8220     |
| 166 | Појединачна домаћинства са две спаваће собе и више                                               | 6188     |
| 167 | Појединачна домаћинства са једним собом                                                          | 2698     |
| 168 | Појединачна домаћинства са две собе                                                              | 4608     |
| 169 | Појединачна домаћинства са 3 собе и више                                                         | 7089     |
| 170 | Појединачна домаћинства која имају електрично светло                                             | 14044    |
| 171 | Појединачна домаћинства која немају електрично светло                                            | 380      |
| 172 | Појединачна домаћинства која имају водоводну воду у стамбеном простору                           | 12897    |
| 173 | Појединачна домаћинства која немају водоводну воду у стамбеном простору                          | 1521     |
| 174 | Појединачна домаћинства која имају тоалет                                                        | 12847    |
| 175 | Појединачна домаћинства која имају канализацију                                                  | 12630    |
| 176 | Појединачна домаћинства која немају канализацију                                                 | 1784     |
| 177 | Појединачна домаћинства која имају електрично светло, довод воде из јавне мреже и канализацију   | 11593    |
| 178 | Појединачна домаћинства без икаквих услова                                                       | 1216     |
| 179 | Појединачна домаћинства која имају радио                                                         | 9906     |
| 180 | Појединачна домаћинства која имају телевизор                                                     | 12185    |
| 181 | Појединачна домаћинства која имају фрижидер                                                      | 8401     |
| 182 | Појединачна домаћинства која имају машину за веш                                                 | 6094     |
| 183 | Појединачна домаћинства која имају аутомобил или комби                                           | 2267     |
| 184 | Појединачна домаћинства која имају рачунар                                                       | 822      |
| 185 | Појединачна домаћинства која имају фиксну телефонску линију                                      | 1642     |
| 186 | Појединачна домаћинства која имају мобилни телефон                                               | 4414     |
| 187 | Појединачна домаћинства која имају приступ интернету                                             | 293      |